# Феодора Комніна (княгиня Антіохії)
Феодора (Теодора) Комніна (1150-1182 рр.) - племінниця Мануїла I Комніна , візантійського імператора, можливо була дочкою Івана Комніна та Марії Таронітісси. Друга дружина Боемунда III, князя Антіохійського.
Її дядько Мануїл I Комнін помер у 1180 році, тому Боемунд ІІІ вважав, що союз з Візантією більше не буде корисним і розлучився з Феодорою. Пізніше Феодора вийшла заміж за Вальтера Бетюнського, сина лорда Бесіну.

## Діти
Вона була матір'ю:
- Констанція (померла дитиною)
- Філіппа, дружина Балдуїна Патріарха
- Мануїл (1176—1211)